# Apatura heos
Apatura heos är en fjärilsart som beskrevs av Johann Wilhelm Meigen 1829. Apatura heos ingår i släktet Apatura och familjen praktfjärilar. Inga underarter finns listade i Catalogue of Life.